# Bedford TA
Bedford TA to średniej wielkości ciężarówka produkowana przez brytyjską markę Bedford w latach 1953–1958.

## Historia i opis modelu

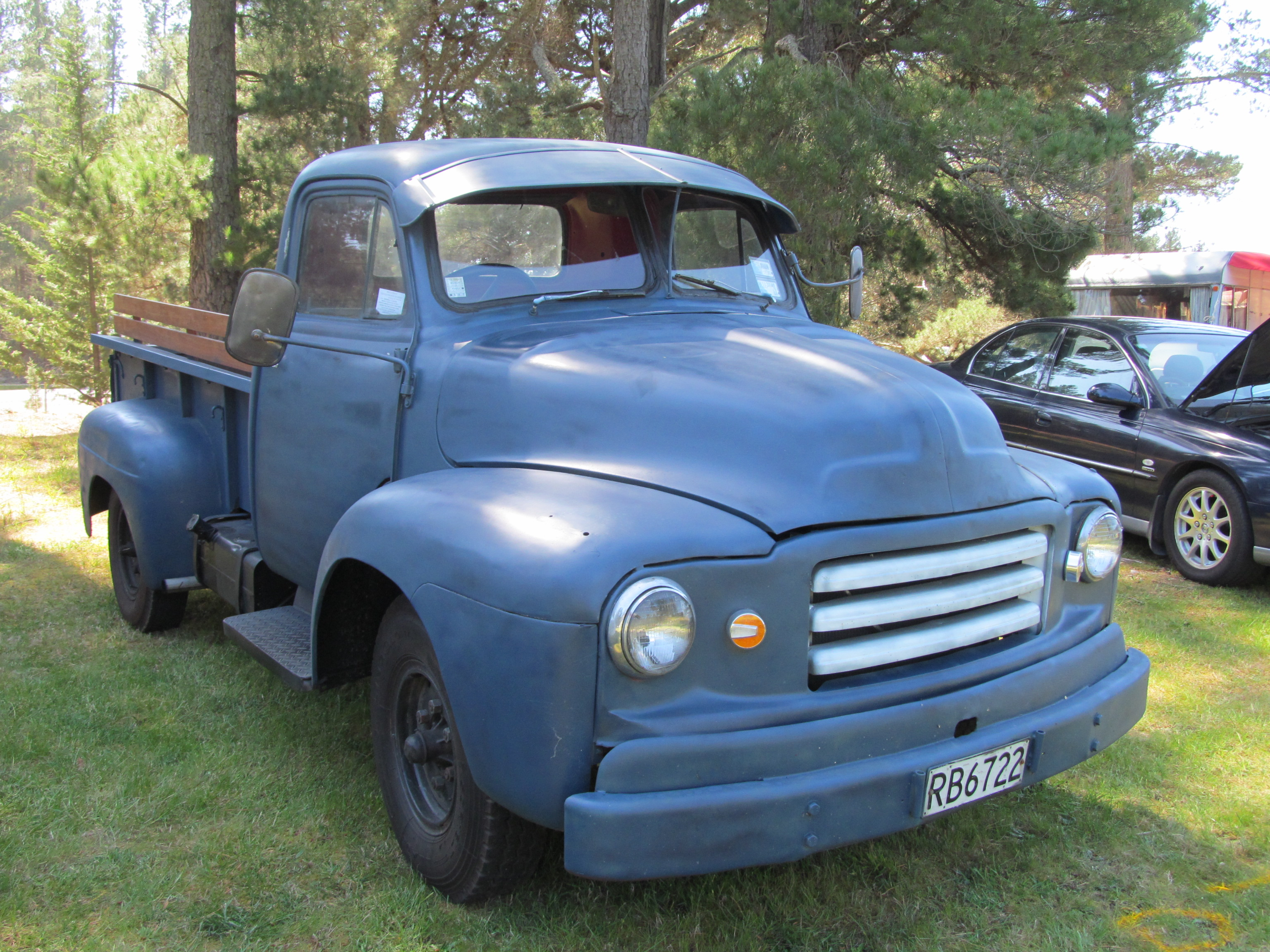
1953 Bedford A1

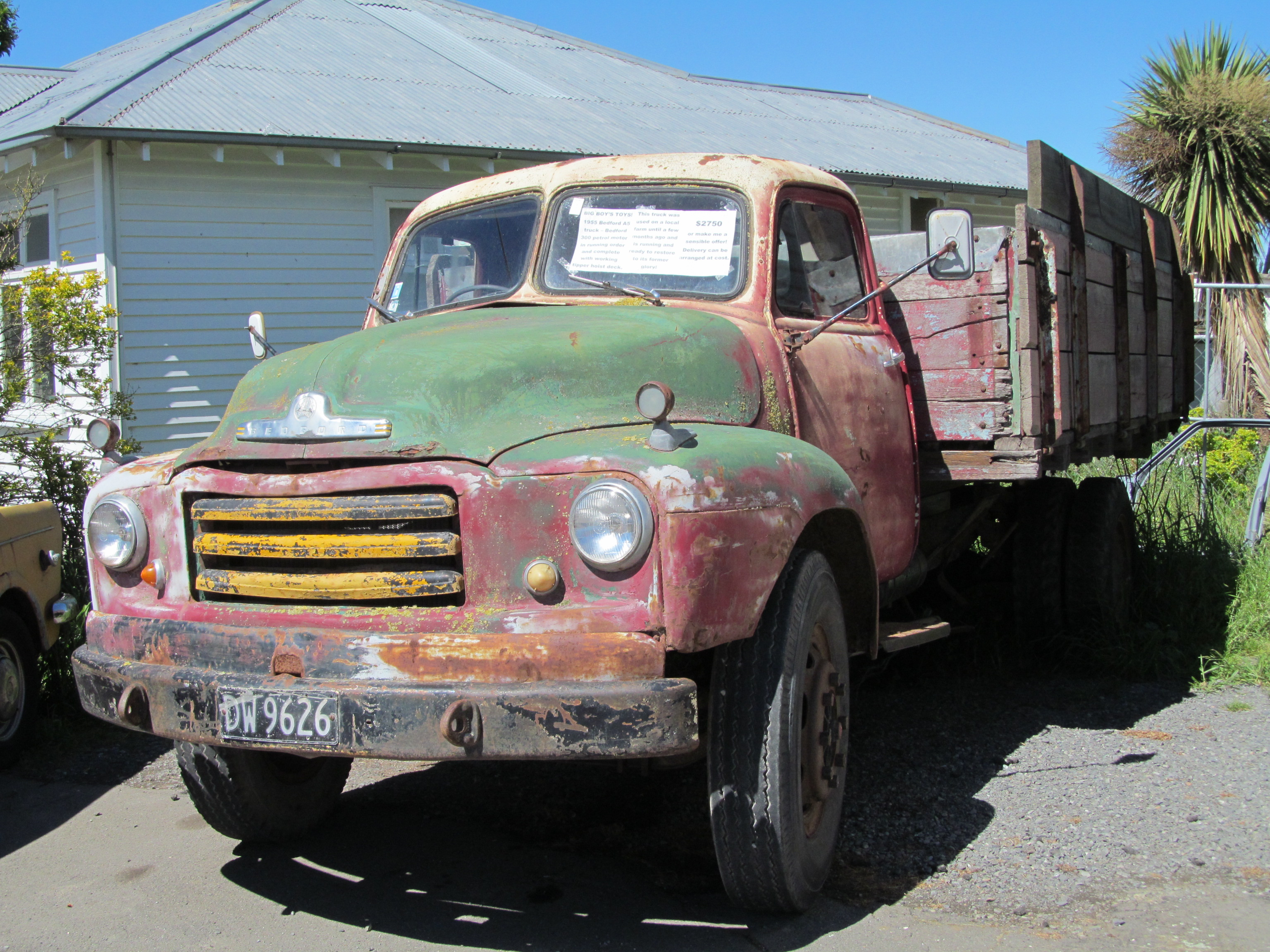
1957 Bedford A5

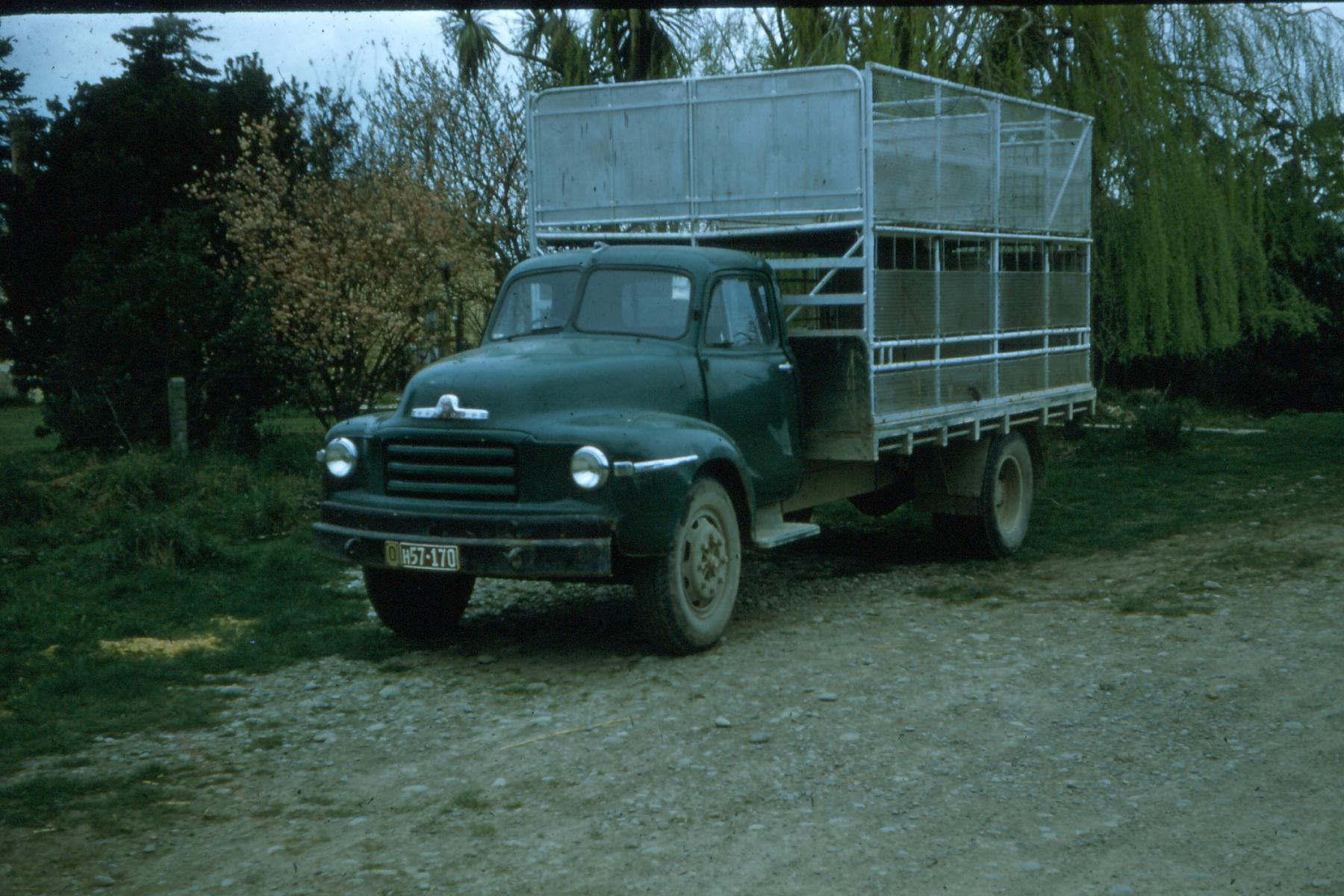
1956 Bedford A5

Bedford TA był średniej wielkości ciężarówką produkowaną przez brytyjską firmę Bedford w Dunstable. Ciężarówka w dużej mierze bazowała na amerykańskim projekcie Chevrolet Advance Design firmy GM i korzystała z tej samej nowoczesnej, stylowej i przestronnej kabiny co jej amerykański odpowiednik, z nowym przodem. Tę samą konstrukcję kabiny zastosowano również w odświeżonym modelu Opel Blitz z 1952 roku. Silnik L6 o pojemności 3,5 litra zastosowano również w brytyjskiej ciężarówce. Ponadto dostępne były również różne silniki wysokoprężne Perkins o czterech i sześciu cylindrach. Ciężarówka była dostępna w szerokiej gamie rozstawów osi, mas całkowitych i wersji nadwozia. Dzięki temu i popularnej stylistyce zyskała dużą popularność nie tylko na rynku krajowym, ale także na eksport do innych krajów europejskich. W 1957 roku ciężarówkę przemianowano na TD i wyposażono w nowy przód. W 1958 roku przeszła kolejny lifting i przemianowano ją na TJ.

### Wersje
- A1 - najmniejsza wersja o ładowności 980 kg.
- A2 - wersja o ładowności 2,5 tony.
- A3 - wersja o ładowności 3 ton.
- A4 - wersja o ładowności 4 ton.
- A5 - wersja o ładowności 5 ton.

### Silniki
- Silnik benzynowy L6 o pojemności 3,5 litra
- Silnik wysokoprężny L4 o pojemności 3,1 litra
- Silnik wysokoprężny L6 o pojemności 4,1 litra